# キアットナーキン銀行

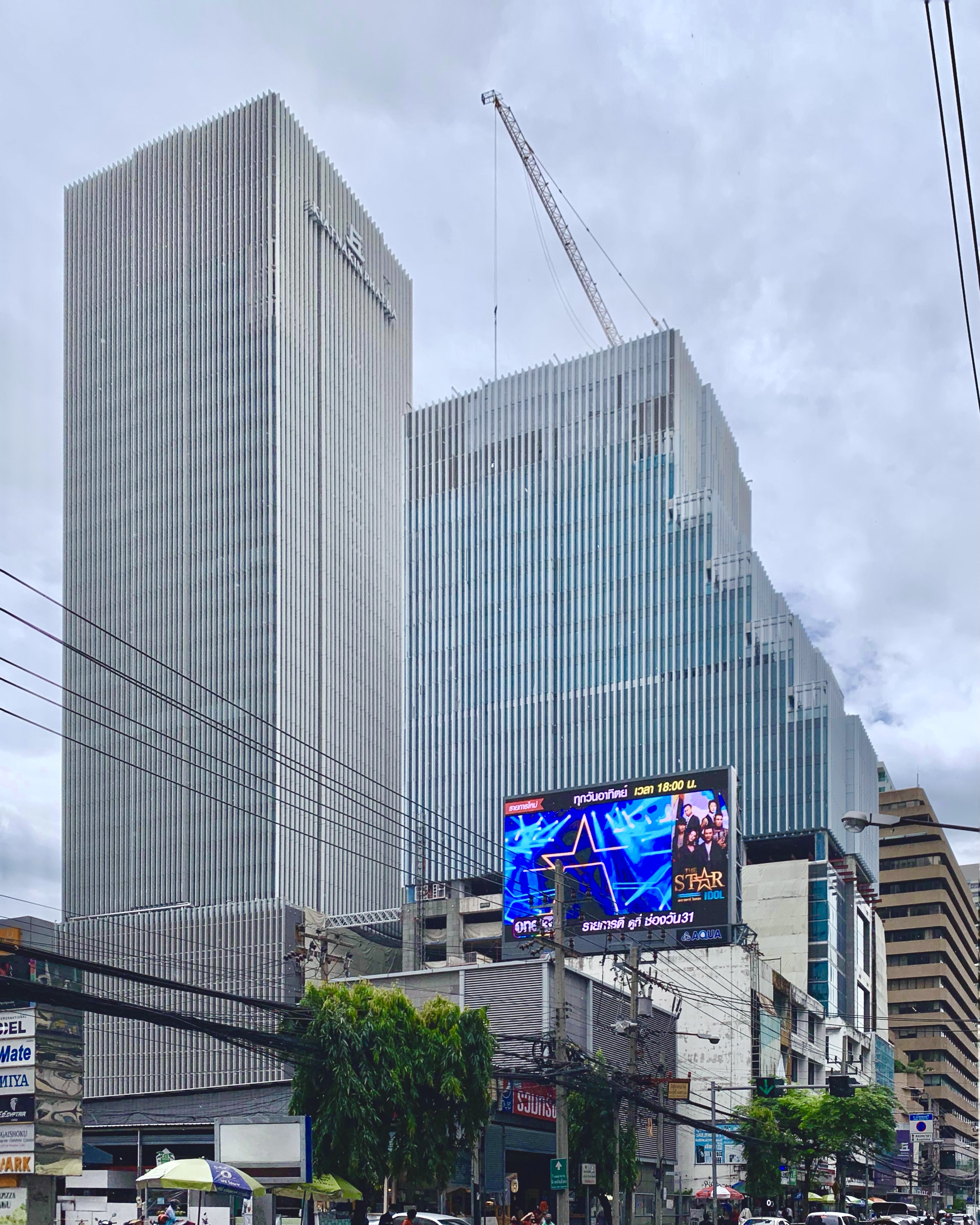
キアットナーキン銀行, 本部

キアットナーキン銀行（キアットナーキンぎんこう、英語: Kiatnakin Bank略称KK）は、タイの銀行。
財閥系の銀行で、金融サービスの他に、有価証券の仲介や投資顧問などの事業を手がける。
SET 50 Indexの採用銘柄である。(2008年2月現在)
プルーンチット通り沿いのアマリン・タワー内に本社がある。

## 歴史
- 1971年 創業
- 1997年 アジア通貨危機により営業停止になるが、その後再建
- 2005年 商業銀行に昇格